# Henrylygus ultranubilus
Henrylygus ultranubilus är en insektsart som först beskrevs av Knight 1917.  Henrylygus ultranubilus ingår i släktet Henrylygus och familjen ängsskinnbaggar. Inga underarter finns listade i Catalogue of Life.